# 杨露禅
楊露禪（1799年—1872年），名福魁，直隶省永年人（今河北省永年区），清朝武術家、太極拳成名之關鍵人物、楊氏太極拳的奠基人物，将太极拳发扬光大。
国家体委正式公布的88式、24式以及在许多场合表演的都是这种杨式太极拳或由其演化而来的。以后，杨式又派生出李式、吴式太极拳，因而在太极拳界杨式显然是执大旗地位的。在全国八大太极拳门派中，源于永年的已占其五。

## 生平

### 天賦異稟、萬中難求
楊露禪自幼好武，因家貧，迫于生計，在廣平府西關大街中藥舖“太和堂”中幹活。這藥店為陳家溝人陳德瑚所開。
陳氏太極的陳長興商借陳德瑚大宅院中授徒。楊在陳氏師徒練拳時，在一旁觀看並私下練習。後被陳發現，令其徒輪番與楊比試，其徒皆敗北，始讚嘆其為天賦異稟之武學奇才。當時太極拳禁傳外人，偷學拳更是武林大忌，然而陳長興是有大格局的人物，不但沒有怪罪他偷學，反而大膽摒棄門戶之見和江湖禁忌，和陳德瑚商量，特准其在業餘時間正式學習陳家溝拳術。
這便是民間傳說中《楊露禪陳溝偷拳》的真貌。传说中楊露禪为了学习太极拳，假装哑巴乞丐，混入陈家做家丁，暗中学会了太极拳。
另外一個也比較被接受的說法，是楊氏在旁窺拳後，自己苦練而有小成，後來為陳長興所賞識，進而親自授拳，而卓然一家。

### 以柔克剛、世稱無敵
楊露禪原本默默無名，後能在北京授徒，並且教授諸多王公貴族，其中以王府大總管王蘭亭為首位弟子，是因為在一場宴會，無意中被人挑戰得勝而發跡的。
永年的武氏，在京城裏擔任官職，因此是北京某富豪張家的貴賓。武氏官員在一個偶然的機會下，將同鄉人楊露禪推薦給張姓富豪認識。張家富豪雇有武術教師多人都是彪形大漢身強力壯，與楊露禪那瘦小身材無法相比，於是對楊原有輕視之意。因此，在宴會上楊露禪被安排在武師們的卑位。但在經過幾場比試之後，楊露禪皆以四兩撥千斤之武技取勝。招待的主人家看到此情，詫異萬分，只得將其移至尊位。
另有一次是光緒皇帝之師翁同龢，見過楊露禪與人比武，而向大臣推薦說：「楊進退閃躲神速，虛實莫測，身似猿猴，手如運球，或太極之渾圓一體也」。後手書對聯贈之，對聯稱楊露禪：「手捧太極鎮寰宇，胸懷絕技壓群雄」。因又有一說，楊露禪的綿拳，由此得名曰"太極拳"，並開始流傳。
幾次比武在北京消息傳開後，許多武術名家都遠道來和楊露禪比武，但無論各門各派，華北各省的名家，皆非楊的敵手，因此威震京城，世稱「楊無敵」。

### 簡化教學、從學者眾
楊露禪正式拜師後。十八年中三下陳家溝，深得陳式太極拳精髓。40歲左右，在家鄉永年教拳。其子班侯及健侯在武禹襄學館中習文。而武禹襄則隨楊露禪習武。後來，被武汝清（武禹襄二哥－刑部官員）推薦去北京授徒。
後來北京比武，被人稱為楊無敵之後，清朝的王公貝勒慕名從學者開始變多，因而也被聘為旗營武術教師。但他授拳時，鑑於王公大臣、貝勒貴族，生活奢侈而體弱多病，又不耐艱苦，考慮到這些人的身體素質和保健需要，將陳式老架太極拳中的一些高難度動作，適度改動，讓拳架姿勢較為簡單，動作柔和易練，既適合穿長衫、留辮子的人練習，又有益於健身。時間長了，便形成了一種拳式，號稱“太極小架子”。後經其子（班侯及健侯）、孫（澄甫）修改，定型而成楊式太極拳，並發展成大小兩種套路。
這些套路特點是：姿勢舒展大方，速度緩勻，剛柔內含，輕沉兼有。而另一更為受群眾歡迎的原因是，具有強身健體的保健功效。

### 影響後世、廣傳全球
現代人的生活，也多如王公貴族一般，不耐艱苦。楊氏針對一般非武術目的之學習者，由武術所改動的楊氏太極拳，由於其易於學習，因此便成為當今全世界最為流行，學習者人數最多的中國拳法。
綜觀楊露禪不只學拳聰明，教學方法更是靈活，因材施教，故能將太極拳術發揚光大，影響至今，太極拳可以宏傳全球，因此，楊氏太極拳為後世留下了幾項影響，為他派中國武術所不及之處。
- 不論男女老幼皆可學習。
- 武術目的，或非武術目的之學習者，皆可入門。
- 學成楊氏太極者，可以擁有與他人不同的領悟，亦可自創門派傳承。因此，從楊氏傳出的支派數量，也是中國武術之冠。
- 練精者，可有養生去病之效，亦可與敵對戰。[來源請求]
- 全世界最多體育、武術研究關注的項目，便是楊氏太極。[來源請求]

因此，現代社會太極拳的流行，實最得力於當時楊露禪懂得因材施教，並且將拳術的教學方法簡化之功！

## 拳術傳承
楊露禪過世後，太極拳傳子楊班侯、楊健侯，後由其孫楊澄甫（1883年－1936年）修定而成。楊氏太極拳由於從學者眾，影響後世甚鉅。因而也衍生了許多楊氏的支派，最為著名的有、吳氏太極拳（吳鑑泉）、常式太極拳（常云阶）、董氏太極（董英傑）、田式太極（田兆麟）、王蘭亭太極拳（王蘭亭）、李氏太極拳（李瑞東）、府內派、老六路（汪永泉）、鄭子太極拳（鄭曼青）、熊式太極拳（熊養和）高崇倫（高式太極） 等等
現在太極拳流行的就是楊氏太極拳大架，有老架64式，108式，46式，競賽48式。最新套路為廣州胡氏所創，為67式。

## 家庭成员

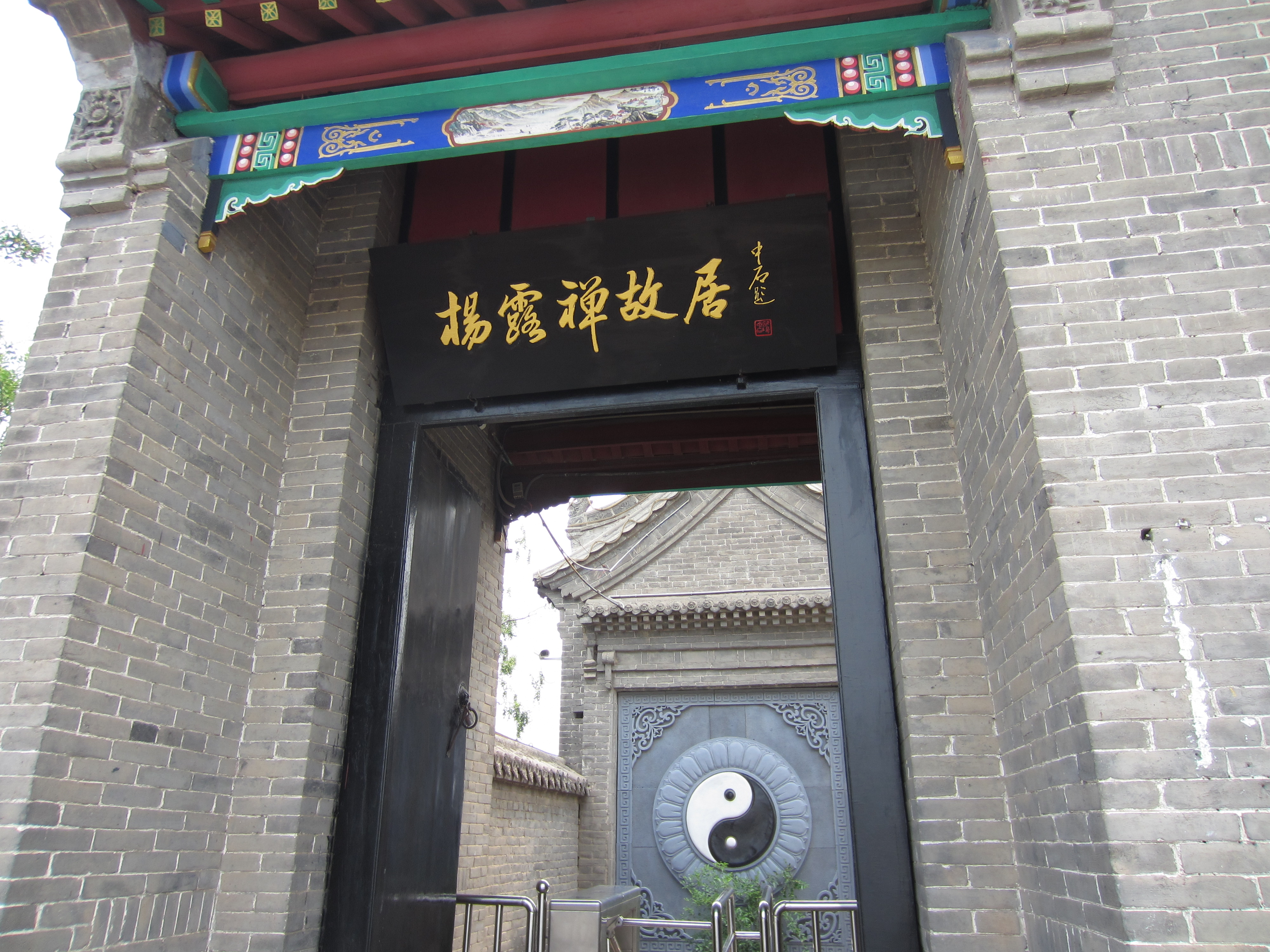
位于河北邯郸市永年县广府古城的杨露禅故居。

### 子
- 長子，楊鳳侯早亡。
- 次子，楊班侯（1837-1892）。
- 三子，楊健侯（1839-1917）。

### 孫
- 楊兆林
- 楊兆鵬
- 楊兆元
- 楊兆熊（楊少侯）。
- 楊兆清（楊澄甫）。

### 曾孫
- 楊振銘 又名楊守中 在香港授徒
- 楊振基
- 楊振鐸

## 對後世武俠小說之影響

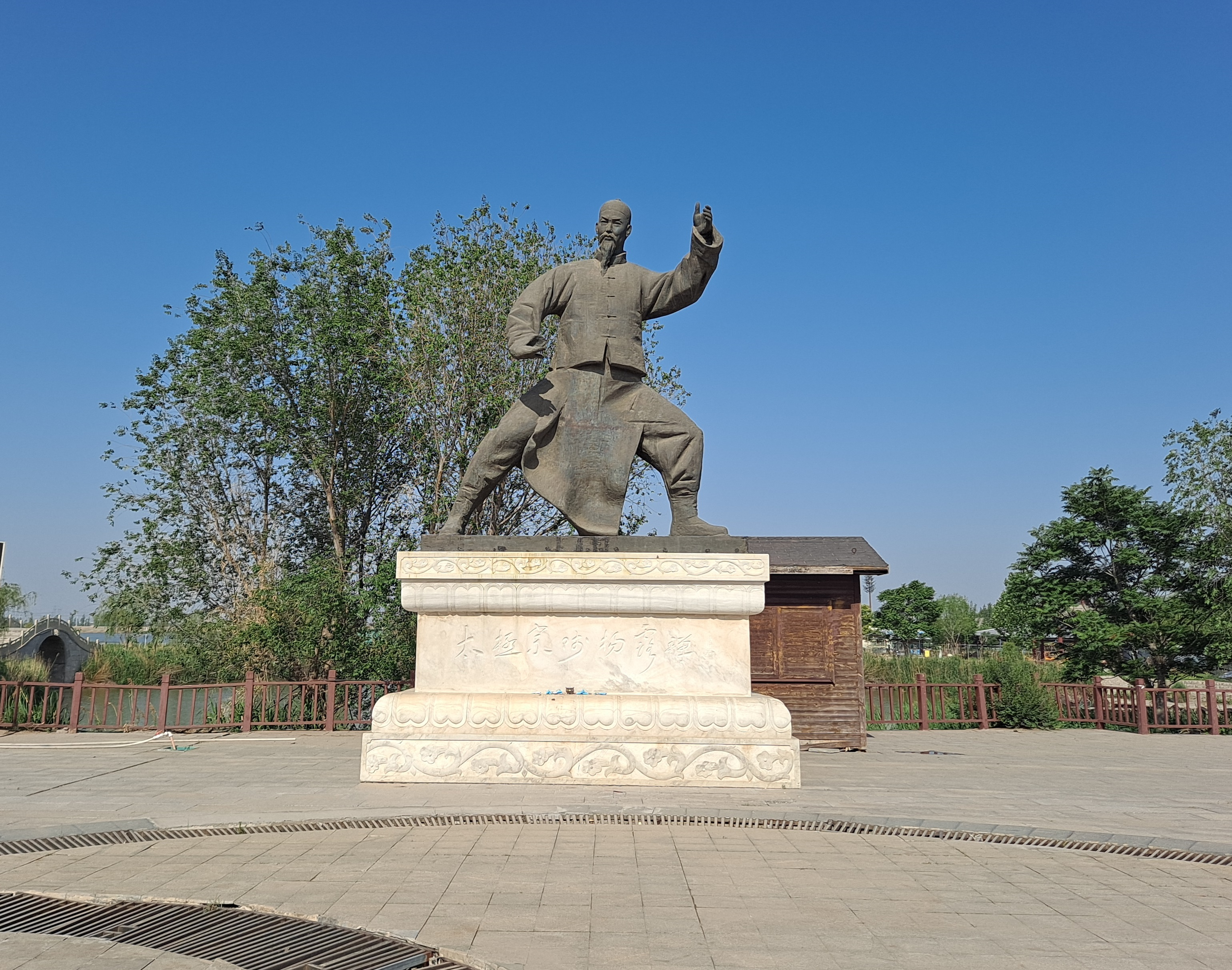
邯郸广府古城杨露禅铜像

經小說家的藝術加工，如民國初年有人所編的傳奇小說《金蟬盜技》等，也由此衍化而來。宮白羽武俠小說《偷拳》（又名：《太極楊舍命偷拳》）和由此書改編的電影《神丐》，就是根據上述楊露禪學藝的故事創作的。
2012年10月上映的喜剧动作电影《太极1从零开始》、《太極2英雄崛起》主人公便是杨露禅（由袁曉超飾演）。